# Agustín Margalef
Agustín Margalef (Paysandú, Uruguay, 17 de noviembre de 1977) es un ciclista uruguayo de ruta y pista. Luego de abandonar el ciclismo activo y actuar como director técnico del Schneck Ciclismo, volvió a competir en la temporada 2015-2016.
Participó en los Juegos Olímpicos del 2004 junto a Milton Wynants. Su mejor actuación en la Vuelta Ciclista del Uruguay ha sido en el 2002, con un 7º puesto.
Integró la delegación uruguaya en los panamericanos de ciclismo de 2008.
En varias oportunidades ha ido a competir a Europa, sobre todo en España.

## Palmarés
- 2003
  - 3º en Clasificación General Final Vuelta al Chana (URU)

- 2004
  - 10º en Juegos Olímpicos, Pista, Madison, Atenas (GRE)

- 2005
  - 2º en 9a etapa Rutas de América, Montevideo (URU)
  - 1º en 6a etapa Vuelta Ciclista del Uruguay, Paysandu (URU)

- 2008
  - 2º en 2a etapa Treinta y Tres (URU)
  - 2º en Clasificación General Final Treinta y Tres (URU)

- 2010
  - 2º en CC Amanecer : GP VTV (URU)